# Cecina (embotit)
|  | Per a altres significats, vegeu «Cecina (desambiguació)». |

La cecina és una carn curada, adobada amb sal, fumada i envellida que es fa amb carn de peu de vedella o bou, cabra, cavall, conill, llebre o ase però mai de porc. La més comuna és la de vaca. Per fora té un color marró i per dins totes les gammes de vermell vinçat pel greix. Té un sabor distintiu, intens i més amarg que el pernil. És rica en proteïnes i baixa en calories. Aquest producte es fa sobretot a les províncies espanyoles de Zamora, Palència i Lleó.
Des de 1994 existeix la denominació d'origen (DO) «cecina de León», per a la cecina de vaca feta en aquesta província. També existeix una DO de cecina de cabra, la «cecina de chivo de Vegacervera», també de la província de Lleó. N'existeix una variant mexicana amb carn assecada al sol amb sal i llimona.